# Thiania inermis
Thiania inermis es una especie de araña saltarina del género Thiania, familia Salticidae. Fue descrita científicamente por Karsch en 1897.
Habita en China.